# 米利亞滕 (利沃夫州)
49°45′43″N 23°28′36″E / 49.76194°N 23.47667°E
米利亞滕（烏克蘭語：Милятин），是烏克蘭西部的村莊，隸屬利維夫州的利維夫區。該村始建於1593年，面積0.11平方公里，海拔高度263米，人口238，人口密度每平方公里2,125人。